# Gonzalo de Ocaña
Fray Gonzalo de Ocaña fue un monje jerónimo escritor y traductor de la primera mitad del  siglo XV.

## Biografía
Escasos son los datos recabables sobre este autor. Quizá natural de Ocaña, provincia de Toledo, como su nombre indica, fue prior del monasterio de Santa María de Sisla, también en Toledo. Debió tener algún trato con la corte de Juan II de Castilla, especialmente con la reina, su prima hermana María de Aragón, porque tradujo parte del Libre dels Angels de Francesc Eiximenis en 1434 y la propia reina le encargó que tradujera las Homilías sobre Ezequiel del papa San Gregorio I en 1442. Hacia la mitad del siglo XV tradujo la Leyenda áurea de Jacopo da Varazze, conocida como Flos sanctorum, y la refundió y utilizó junto con otros materiales para escribir un famoso legendario titulado La vida y pasión de Nuestro Señor Jesucristo, y las historias de las festividades de su Sanctísima Madre, con la de los santos apóstoles, mártires, confesores y vírgines. La primera edición de este manuscrito fue en Zaragoza (1516) y alcanzó doce ediciones, más de la mitad de ellas auténticas revisiones, hasta 1580, sin que perdiera pese a todo su estructura y unidad fundamental. Por sus prólogos, colofón, tablas y otros elementos se deduce que fray Gonzalo empezó la obra y un anónimo compañero de su orden la acabó, mientras que otro jerónimo, fray Pedro de la Vega, del monasterio de Santa Engracia (Zaragoza), no el anterior, aparece como autor de las revisiones y cambios del texto correspondientes a las ediciones de 1521 y 1541. No sabemos por qué la obra primitiva quedó sin terminar, tal vez por fallecimiento del autor o cualquier otra circunstancia, dando lugar a una continuación y corrección para la imprenta casi sesenta años después en 1516.
A petición del humanista Fernán Pérez de Guzmán, romanceó los Diálogos del papa san Gregorio I (540-604); de esta traducción se conservan, según Agustín Millares Carlo, al menos cuatro manuscritos. Hizo lo mismo con las homilías de este autor sobre Ezequiel (1442) por solicitud de la reina de Castilla doña María de Aragón.

## Obras
- La vida y pasión de Nuestro Señor Jesucristo, y las historias de las festividades de su Sanctísima Madre, con la de los santos apóstoles, mártires, confesores y vírgines, Zaragoza, 1516.
- Los Dialogos del bienaue[n]turado san Gregorio papa traduzidos de latin en la legua castellana [por fray Gonzalo de Ocaña]: de nueuo corregidos y emendados. Sevilla: Por Juan Cromberger, 1532.
- Homilías sobre Ezequiel, 1442.
- Traducción parcial del Libre dels Angels de Francesc Eiximenis (1434).